# Palacio de Justicia de los Estados Unidos Alfonse M. D'Amato
El Palacio de Justicia de los Estados Unidos Alfonse M. D'Amato (en inglés Alfonse M. D'Amato United States Courthouse) es un palacio de justicia federal para el Tribunal de Distrito de los Estados Unidos para el Distrito Este de Nueva York. Está ubicado en 100 Federal Plaza en Central Islip en Long Island en Nueva York (Estados Unidos). Lleva el nombre del exsenador estadounidense Al D'Amato de Nueva York, nativo de Long Island.

## Arquitectura
El palacio de justicia fue diseñado por Richard Meier. Se inauguró en 2000 y es el tercer tribunal federal más grande de los Estados Unidos (después del Palacio de Justicia Thomas F. Eagleton y del Palacio de Justicia Daniel Patrick Moynihan ) y el edificio más grande en Long Island fuera de la ciudad de Nueva York. El edificio de 12 pisos contiene 80 826 m², 23 salas de audiencias y 24 cámaras para los juez así como una biblioteca jurídica. Su entrada principal es a través de su característico tambor cónico. Las salas del tribunal tienen techos altos de dos pisos, y los pasillos del piso superior tienen amplias vistas de Great South Bay, Fire Island y el Océano Atlántico.
El palacio de justicia es uno de los edificios construidos en los terrenos de la antigua 3 km² Centro Psiquiátrico Central Islip, que fue desmantelado en 1996. Otras estructuras en los terrenos del antiguo hospital incluyen el Instituto de Tecnología de Nueva York, Fairfield Properties Ballpark (hogar de los Long Island Ducks), el Museo de Bomberos de Islip Town, la Facultad de Derecho de Touro y el complejo judicial del condado de Cohalan para el condado de Suffolk.
En 2007 el American Institute of Architects realizó una encuesta para determinar la lista America's Favorite Architecture con los 150 edificios favoritos en Estados Unidos; el Palacio de Justicia Alfonse M. D'Amato ocupa el puesto 97.

## Uso
El otro juzgado del Distrito Este de Nueva York es el juzgado federal Theodore Roosevelt en el centro de Brooklyn. Este edificio es el primer juzgado federal en Long Island fuera de la ciudad de Nueva York. Reemplazó seis ubicaciones arrendadas en los condados de Nassau y Suffolk. Desde junio de 2015, el edificio también ha sido la ubicación de la Oficina de Revisión y Adjudicación de Discapacidad de Long Island, que maneja las apelaciones de las determinaciones de la Administración del Seguro Social.
La Galería de Taquigrafía se encuentra en el vestíbulo del edificio inmediatamente dentro de la entrada principal. La exhibición educativa rastrea el desarrollo de la taquigrafía, la estenografía y el reportaje judicial desde la antigüedad hasta el presente en muchas partes del mundo. Se exhiben ejemplos de taquigrafía del antiguo Medio Oriente y China, así como libros sobre técnicas estenográficas de varios países y numerosas máquinas de estenotipia de diferentes períodos y para diferentes idiomas.

## Nombre
D'Amato había patrocinado la legislación para construir el palacio de justicia y originalmente se llamaba Palacio de Justicia de los Estados Unidos de Long Island. Fue rebautizado como D'Amato en 2002 bajo un proyecto de ley presentado por el representante Peter T. King que fue apoyado en el Senado por Chuck Schumer, quien había derrotado a D'Amato para la reelección y lo sucedió como senador. El cambio de nombre fue controvertido porque D'Amato todavía está vivo.